# Régions historiques de Belgique
 (octobre 2015).
Présentation des régions historiques et territoires culturels de Belgique.

## Liste
- Les Cantons de l’Est
- La Gaume et le Pays d'Arlon
- Le Borinage
- La Région du Centre
- Le Roman Païs
- Le Pays Blanc
- Le Tournaisis
- Le Pays de Charleroi
- Le Hainaut occidental (Wallonie picarde)